# أوبينهيم (نيويورك)
أوبينهيم (بالإنجليزية: Oppenheim, New York)‏ هي بلدة أمريكية تقع في الولايات المتحدة في مقاطعة فولتون، نيويورك. يقدر عدد سكانها بـ 1,924 نسمة ومساحتها 146.2 كم2 وترتفع عن سطح البحر 340 متر.

## أعلام
- إبين جينكس لوميس